# Новоселидівська сільська рада
| Новоселидівська сільська рада — колишній орган місцевого самоврядування у Мар'їнському районі Донецької області з адміністративним центром у с. Новоселидівка. Сільській раді підпорядковані населені пункти: - с. Новоселидівка - с. Вовченка - с. Вознесенка - с. Ізмайлівка - с. Кремінна Балка |

## Склад ради
Рада складається з 16 депутатів та голови.

## Керівний склад сільської ради
| ПІБ                       | Основні відомості                                                         | Дата обрання | Дата звільнення |
| ------------------------- | ------------------------------------------------------------------------- | ------------ | --------------- |
| Гарбуз Віталій Сергійович | Сільський голова, 1969 року народження, освіта, безпартійний              | 26.03.2006   | 31.10.2010      |
| Гарбуз Віталій Сергійович | Сільський голова, 1969 року народження, освіта вища, член Партії регіонів | 31.10.2010   |                 |

Примітка: таблиця складена за даними джерела